# اس‌اس دویچلند (۱۸۶۶)
اس‌اس دویچلند (۱۸۶۶) (به انگلیسی: SS Deutschland (1866)) یک کشتی بود که طول آن ۳۲۵ فوت (۹۹ متر) بود. این کشتی در سال ۱۸۶۶ ساخته شد.